# Manitol
Manitol je beli, kristalni šećerni alkohol sa hemijskom formulom. On se koristi kao osmotički diuretički agens i slab renalni vazodilatator. On je originalno bio izolovan iz sekreta crnog jasena. On se u biljkama koristi za indukovanje osmotskog stresa.

## Hemija
Manitol je šećerni alkohol. On se formira redukcijom šećera. Njegova molarna masa je 182,17 g/mol a gustina 1,52 g/mL. Drugi srodni šećerni alkoholi su ksilitol i sorbitol. Manitol i sorbitol su izomeri. Oni se razlikuju samo po orijentaciji hidroksilne grupe na ugljeniku 2. Vodeni rastvori manitola su blago kiseli. D-Mannitol (CAS# 69-65-8) ima rastvorljivost od 22 g manitola/ 100 mL vode (25 °C), i relativnu slatkošu od 50 (saharoza = 100). On se topi između 165 i 169 °C (7.6 tor), i ključa na 295 °C pri 3.5 tor.

## Spoljašnje veze
- -osmitrol
- 1724907529

|  | Molimo Vas, obratite pažnju na važno upozorenje u vezi sa temama iz oblasti medicine (zdravlja). |